# BlueSpice
BlueSpice, conocida también como BlueSpice MediaWiki, es una aplicación web gratuita y de código abierto basada en MediaWiki licenciada por GNU General Public License. La aplicación está escrita en PHP y funciona con MySQL, Apache/IIS y Tomcat.
La aplicación fue desarrollada para negocios con una distribución de Wiki empresarial y es usada en 100 países.

## Historia
La compañía alemana Hallo Welt! ha estado trabajando en el desarrollo de la wiki BlueSpice de código abierto desde el año 2007. El proyecto fue iniciado originalmente por IBM ("bluepedia"), que quería desplegar MediaWiki, pero era incapaz de vivir con sus desventajas.
En 2011, Hallo Welt! decidió publicar su wiki como software libre y de código abierto. La versión estable de BlueSpice para MediaWiki fue lanzada el 4 de julio de 2011. A partir de ese momento, la descarga gratuita está disponible en SourceForge. La primera versión de BlueSpice era un par de extensiones y hoy es una distribución independiente y completa, que cuenta con las últimas versiones de MediaWiki como un sistema básico, pero ofrece en la versión libre más de 50 extensiones distintas y una interfaz de usuario completamente diferente. Después de las fuentes independientes de distribución gratuita BlueSpice es uno de los software wiki más populares para la gestión del conocimiento en las organizaciones.
En otoño de 2013 Hallo Welt! lanzó la versión de BlueSpice totalmente modificada libre. Según los desarrolladores esta versión de BlueSpice tuvo como objetivo abrir BlueSpice para desarrolladores independientes en la comunidad global de MediaWiki y sienta las bases para muchas versiones nuevas del lenguaje.

## Funcionalidad
La versión gratuita de BlueSpice incluye varios módulos. Algunas de las características principales son:
- Editor visual (WYSIWYG) que permite editar sin ningún conocimiento de código wiki. Esto hace que la creación de tablas, y la carga e inserción de imágenes sea más fácil que con MediaWiki.[10]
- Búsqueda extendida: Una búsqueda facetada permite buscar en los títulos o el texto completo. Los resultados de búsqueda se pueden ordenar o filtrar por categoría, espacio de nombres, autor, tipo de datos, etc. Los archivos adjuntos también son buscados. También proporciona características comunes, como autocompletar y búsqueda a medida que escribe.
- Administración de usuarios, gestión, espacios de nombres, grupos, derechos y valores.
- Comentario: Las páginas pueden ser asignadas a un revisor. Esto permite que los artículos sean revisados y aprobados.

### Módulos adicionales
Hay módulos de expansión adicionales que requieren que se haga un pago, y algunas soluciones completas para aplicaciones particulares, por ejemplo, LDAP de autenticación central, flujos de trabajo, la documentación, la integración con SharePoint, Wordpress o Facebook, la granja wiki, apoyo a la traducción y la semántica.

## Escenario para el uso de BlueSpice
Algunos de los uso de BlueSpice son:
- Wiki central de la compañía.
- Como plataforma de documentación técnica (por ejemplo, IT Help Desk o como especificaciones del producto).
- Como un manual de la calidad (descripciones de procesos y procedimientos).
- En la gestión del conocimiento (lecciones aprendidas, experto debriefing).
- La documentación para la investigación y el desarrollo.

## Clientes y socios
Desertec, la compañía de energía renovable utiliza BlueSpice como su plataforma de colaboración. Además, XTREMEtech, HAVI Logistics, utilizan BlueSpice como una wiki interna o pública.